# یانوش پالوشکیه‌ویچ
یانوش پالوشکیه‌ویچ (لهستانی: Janusz Paluszkiewicz؛ ۲۰ مارس ۱۹۱۲ – ۱۹ فوریهٔ ۱۹۹۰) بازیگر اهل لهستان بود.
از فیلم‌ها یا برنامه‌های تلویزیونی که وی در آن نقش داشته‌است، می‌توان به شوالیه‌های تتونیک، به‌دور از جاده، ترانه عاشقانه‌ای برای یانوشِک، روزها و شب‌ها، قماری بالاتر از زندگی، یک نسل و حقیقت اشاره کرد.